# Diffusion de Mott
 (novembre 2023).
Si vous disposez d'ouvrages ou d'articles de référence ou si vous connaissez des sites web de qualité traitant du thème abordé ici, merci de compléter l'article en donnant les références utiles à sa vérifiabilité et en les liant à la section « Notes et références ».
La diffusion de Mott est la diffusion d'un lepton de spin 1/2 sur une particule ponctuelle de spin 1/2, de masse finie et de charge électrique {\displaystyle e}. Elle ne dépend que de la cinématique, et sa section efficace s'écrit :
{\displaystyle {\frac {d\sigma }{d\Omega }}=\left({\frac {\alpha \cos {\frac {\theta }{2}}}{2E\sin ^{2}{\frac {\theta }{2}}}}\right)^{2}{\frac {E}{E'}}},
où {\displaystyle E} est l'énergie du lepton dans le référentiel de la particule ponctuelle au repos, {\displaystyle \theta } l'angle de diffusion, {\displaystyle \alpha } la constante de structure fine, et l'énergie de recul {\displaystyle E'} est définie comme
{\displaystyle E'={\frac {E}{1+{\frac {2E}{M}}\sin ^{2}{\frac {\theta }{2}}}}},
avec {\displaystyle M} la masse de la particule ponctuelle.